# Kinh tế Bangladesh

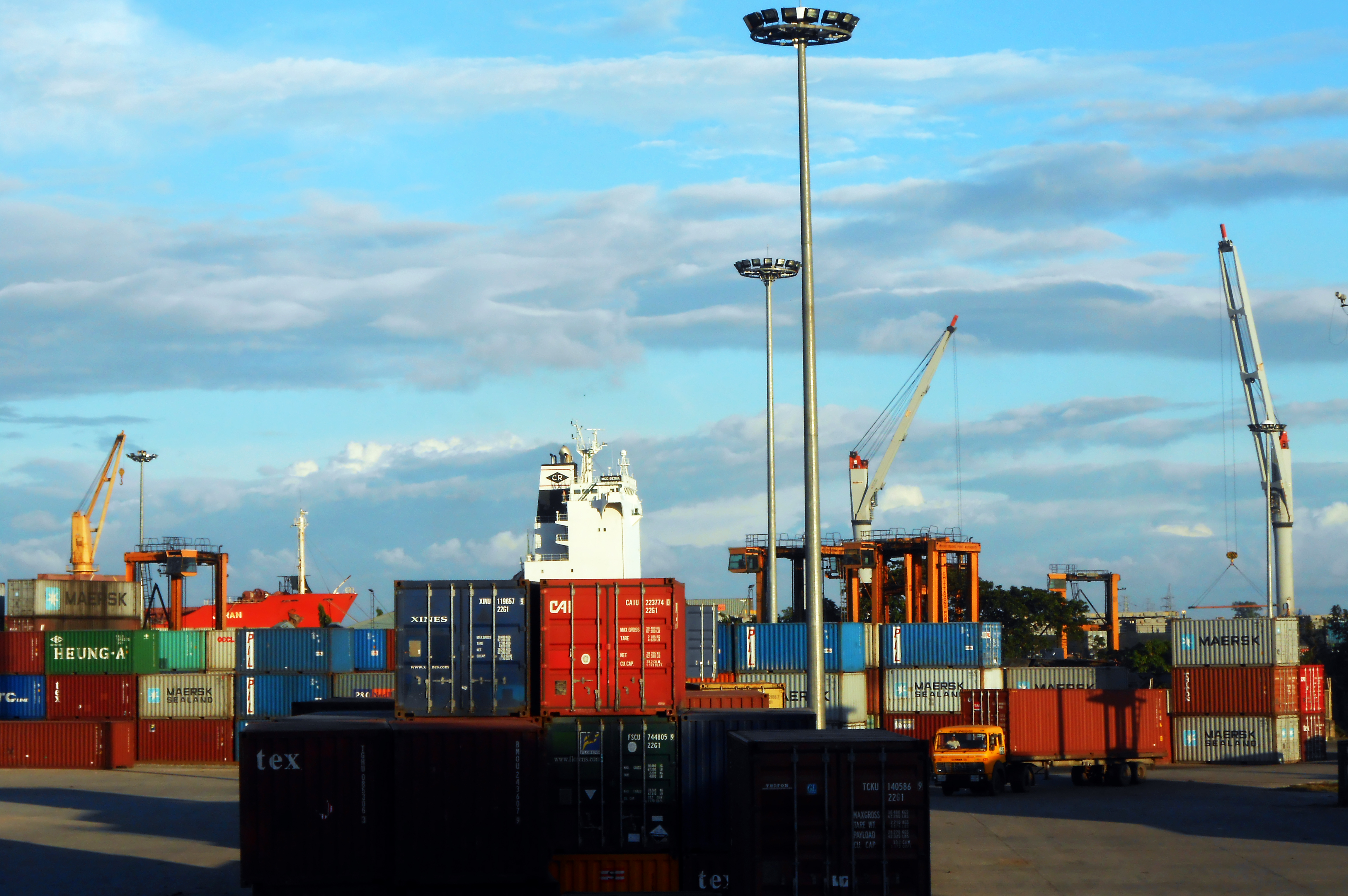
Chittagong là thành phố lớn thứ hai ở Bangladesh và là cảng biển chính của quốc gia này

Kinh tế của Bangladesh là nền kinh tế thị trường đang phát triển. Đây là nền kinh tế lớn thứ 39 trên thế giới về danh nghĩa và lớn thứ 30 theo sức mua tương đương; nó được phân loại trong số các nền kinh tế có thu nhập trung bình của thị trường mới nổi Next Eleven và một thị trường biên giới. Trong quý đầu tiên của năm 2019, Bangladesh là nền kinh tế tăng trưởng nhanh thứ bảy thế giới với tỷ lệ tăng trưởng GDP thực tế hàng năm là 7,3%. Dhaka và Chittagong là những trung tâm tài chính chính của đất nước này, là địa điểm của Sở giao dịch chứng khoán Dhaka và Sở giao dịch chứng khoán Chittagong. Ngành tài chính của Bangladesh là lớn thứ hai tại tiểu lục địa Ấn Độ. Bangladesh là một trong những nền kinh tế phát triển nhanh nhất thế giới.
Trong thập kỷ kể từ năm 2004, Bangladesh trung bình tăng trưởng GDP là 6,5%, điều này chủ yếu được thúc đẩy bởi xuất khẩu hàng may mặc, kiều hối và ngành nông nghiệp trong nước. Đất nước này đã theo đuổi công nghiệp hóa định hướng xuất khẩu, với các lĩnh vực xuất khẩu chính bao gồm dệt may, đóng tàu, cá và hải sản, đay và hàng da. Nó cũng đã phát triển các ngành công nghiệp tự túc trong dược phẩm, thép và chế biến thực phẩm. Ngành công nghiệp viễn thông của Bangladesh đã chứng kiến sự tăng trưởng nhanh chóng trong những năm qua, nhận được đầu tư cao từ các công ty nước ngoài. Bangladesh cũng có trữ lượng lớn khí đốt tự nhiên và là nhà sản xuất khí đốt lớn thứ bảy của châu Á. Các hoạt động thăm dò ngoài khơi đang gia tăng trong lãnh thổ hàng hải của nó ở Vịnh Bengal. Nó cũng có trữ lượng lớn đá vôi. Chính phủ thúc đẩy chương trình Digital Bangladesh như một phần trong nỗ lực phát triển ngành công nghệ thông tin đang phát triển của đất nước này.
Bangladesh có vị trí chiến lược quan trọng đối với các nền kinh tế của Đông Bắc Ấn Độ, Nepal và Bhutan, vì các cảng biển Bangladesh cung cấp quyền truy cập hàng hải cho các khu vực và quốc gia không giáp biển này. Trung Quốc cũng coi Bangladesh là cửa ngõ tiềm năng cho vùng đất phía tây nam, bao gồm Tây Tạng, Tứ Xuyên và Vân Nam.
Kể từ năm 2019, thu nhập GDP bình quân đầu người của Bangladesh được ước tính theo dữ liệu IMF là 5.028 đô la Mỹ (PPP) và 1.906 đô la Mỹ (danh nghĩa). Bangladesh là thành viên của Tổ chức Hợp tác Kinh tế D-8, Hiệp hội Hợp tác khu vực Nam Á, Quỹ Tiền tệ Quốc tế, Ngân hàng Thế giới, Tổ chức Thương mại Thế giới và Ngân hàng Đầu tư Cơ sở hạ tầng Châu Á. Nền kinh tế này phải đối mặt với những thách thức về tắc nghẽn cơ sở hạ tầng, không đủ nguồn cung cấp năng lượng và khí đốt, tham nhũng quan liêu, thiên tai và thiếu công nhân lành nghề.